# Viện Hàn lâm Khoa học Quân sự Trung Quốc
Viện Hàn lâm Khoa học Quân sự Trung Quốc (tiếng Anh: The Academy of Military Science of the Chinese People's Liberation Army (AMS); tiếng Trung: 中国人民解放军军事科学研究院; pinyin: Zhōngguó Rénmín Jiěfàngjūn Jūnshì Kēxué Yánjiūyuàn) là một Viện nghiên cứu cao cấp về khoa học quân sự trực thuộc Quân ủy Trung ương Trung Quốc, có trụ sở chính tại Bắc Kinh. Viện trưởng hiện nay là Thượng tướng Dương Học Quân (từ tháng 6 năm 2017).

## Chức năng
- Nghiên cứu các vấn đề liên quan đến "quốc phòng, phát triển lực lượng vũ trang và các hoạt động quân sự". Viện chịu sự lãnh đạo và chỉ đạo trực tiếp của Quân ủy Trung ương Trung quốc và Bộ Tham mưu liên hợp và điều phối các Viện nghiên cứu chuyên ngành quân sự khác.[3]
- Các nhà nghiên cứu của AMS viết báo cáo cho lãnh đạo quân sự, những bài phát biểu về ma thuật cho các nhà lãnh đạo quân sự hàng đầu và phục vụ cho các nhóm nhỏ tạm thời và lâu dài như các bản thảo các tài liệu quan trọng. AMS cũng tiến hành phân tích về quân đội, chiến lược và học thuyết nước ngoài, và luôn giữ vai trò dẫn đầu trong nghiên cứu về tương lai của chiến tranh.

## Tổ chức
Viện Hàn lâm Khoa học Quân sự Trung Quốc được thành lập vào tháng 3 năm 1958. Hiện nay, với biên chế 500 nhà khoa học quân sự, AMS trở thành Viện nghiên cứu lớn nhất trong Quân đội giải phóng Nhân dân Trung Quốc. Từ tháng 7.2017, Viện được tổ chức thành các 8 Viện chuyên ngành thành viên như sau:
1. Viện Nghiên cứu Chiến tranh,
2. Viện Công tác Chính trị Quân sự,
3. Viện Kỹ thuật Hệ thống,
4. Viện Kỹ thuật Quốc phòng,
5. Viện Nghiên cứu Y khoa Quân đội,
6. Viện Nghiên cứu Khoa học Quốc phòng và Phòng hóa,
7. Viện Nghiên cứu Hệ thống Pháp luật Quân sự,
8. Viện Đổi mới trong Khoa học và Công nghệ Quốc phòng.

## Lãnh đạo hiện nay
- Viện trưởng: Thượng tướng, Giáo sư Dương Học Quân, Tổng công trình sư về công nghệ siêu máy tính, Viện sĩ Viện Hàn lâm Khoa học Trung Quốc, Ủy viên Ủy ban Trung ương Đảng Cộng sản Trung Quốc khóa XIX (10/2017-nay), Ủy viên dự khuyết Ủy ban Trung ương Đảng Cộng sản Trung Quốc khóa XVIII (2012-2017), nguyên Hiệu trưởng Trường Đại học Công nghệ Quốc phòng Trung Quốc (2011—7/2017).
- Chính ủy: Trung tướng Phương Hướng (6/2017—nay), Ủy viên dự khuyết Ủy ban Trung ương Đảng Cộng sản Trung Quốc khóa XIX (10/2017-nay)